# Нотни врат
Нота (лат. знак) је знак за бележење тонова у линијски систем.
- Нота се састоји од:

1. округле или овалне нотне главе која се, зависно од нотне вредности, може затамнити.
2. усправне црте, тзв. нотног врата[1] који се, зависно од вредности ноте и њеног места у линијском систему, додаје са десне или леве стране нотне главе:
3. барјачића на нотном врату (или више њих, зависно од вредности ноте).

## Нотни врат
Код мањих нотних вредности (почев од половина ноте) нотној глави се додаје нотни врат.
- Нотни врат (итал. gambo)[3] се пише (види нотни пример десно):

1. до ноте а1 са десне стране нотне главе - нагоре,
2. од ноте h1 па навише, са леве стране нотне главе - надоле.

## Случајеви у којима се одступа од датог правила
- Ако се ноте спајају нотним ребима, онда се одступа од горњег правила. Наиме, положај нотних црта и ребара диктира већи број нота у горњем или доњем делу линијског систему (види нотни пример десно).

- У случајевима да се на једном линијском систему налазе два гласа, онда се нотне црте за горњи глас окрећу навише, а за доњи глас - наниже, без обзира на положај нота у линијском систему (види нотни пример испод).